# Sindora tonkinensis
Sindora tonkinensis é uma espécie de legume da família Fabaceae.
Pode ser encontrada nos seguintes países: Camboja e Vietname.
Está ameaçada por perda de habitat.